# Diecezja Vanimo
Diecezja Vanimo – diecezja rzymskokatolicka w Papui-Nowej Gwinei. Powstała w 1963 jako wikariat apostolski. Ustanowiona diecezją w 1966.

## Biskupi diecezjalni
- Paschal Sweeney (1963–1979)
- John Etheridge, C.P. (1980–1989)
- Cesare Bonivento (1991–2018)
- Francis Meli (od 2018)